# Aeroportul Otopeni (stație de metrou)
Aeroportul Otopeni este o stație proiectată a metroului din București. Se va afla în orașul Otopeni, sub parcarea aferentă aeroportului. Termenul estimat de punere în funcțiune este a doua jumătate a anului 2027.